# جدجد صوتي
جدجد صوتي (الاسم العلمي: Gryllus vocalis) هو نوع من الحشرات يتبع جنس الجدجد من فصيلة الجداجد الحقيقية.